# الشارع السهل (فلم 1917)
الشارع السهل (بالإنجليزية: Easy Street)، يعرف أيضا باسم (تشارلي شرطي)، وهو فيلم كوميدي أمريكي صامت من عام 1917، بطولة تشارلي تشابلن تم إنتاجه في شركة موتوال فيلم.

## القصة
تدور أحداث الفيلم في حي فقير يعرف  بالشارع السهل ، يعاني سكانه من الفقر والعنف، ويخضع لسيطرة رجل عصابات مخيف. ينضم المتشرد (الذي يؤدي دوره تشارلي تشابلن) إلى الشرطة ويُعيَّن في ذلك الحي المضطرب. وعلى الرغم من مظهره الهزيل وسلوكه الخجول، يستخدم ذكاءه وروحه الفكاهية للتغلب على الخارجين عن القانون، ويستعيد النظام إلى الحي. يتخلل الفيلم مواقف كوميدية ومطاردات ومواقف إنسانية، ويُظهر تطور شخصية المتشرد من عابر سبيل إلى بطلٍ محلي.

## طاقم التمثيل
- تشارلي تشابلن - سائِب
- إدنا بيرفيانس - عاملة البعثة
- اريك كامبل - الفتوة
- ألبرت أوستن - الوزير / الشرطي
- لويد بيكون - مدمن مخدرات
- هنري بيرغمان - فوضوي
- فرانك كولمان - شرطي
- ويليام جيليسبي - مدمن الهيروين
- جيمس كيلي - زائر البعثة/ شرطي
- شارلوت مينيو - زوجة اريك الكبير
- جون راند - بعثة الصعلوك / شرطي
- جانيت ميلر سولي - الأم في البعثة
- لويال وندروود - الأب الصغير / شرطي
- إريش فون ستروهيم الابن - الطفل
- ليو وايت - شرطي (غير معتمد)
- توم وود - رئيس الشرطة (غير معتمد)

## وصلات خارجية
- مقالات تستعمل روابط فنية بلا صلة مع ويكي بيانات
- Article at InDigest Magazine about the film recently being scored by Justin Vernon (Bon Iver)